# Dominik Windisch
Dominik Windisch (* 6. November 1989 in Bruneck, Südtirol) ist ein ehemaliger italienischer Biathlet und heutiger Biathlontrainer. Er debütierte 2011 im Weltcup und gewann dort 2016 sein erstes Rennen. Bei den Weltmeisterschaften 2019 in Östersund wurde Windisch Weltmeister im Massenstart. Zudem gewann er 2014 und 2018 insgesamt drei olympische Bronzemedaillen, zwei davon mit der Mixedstaffel.

## Sportliche Laufbahn

### Anfänge und Weltcupdebüt (bis 2011)
Windisch stammt aus der Südtiroler Gemeinde Rasen-Antholz, in der sich mit der Südtirol Arena ein regelmäßiger Austragungsort internationaler Biathlonveranstaltungen befindet. Wie sein fünf Jahre älterer Bruder Markus Windisch, der von 2004 bis 2014 dem italienischen Biathlon-Weltcupteam angehörte, besuchte Dominik Windisch die Sportoberschule in Mals. Er ist Teil der Sportgruppe des Italienischen Heeres (Centro Sportivo Esercito).
Seit 2007 nahm Windisch an internationalen Wettkämpfen im Nachwuchsbereich teil. Als Schlüsselerlebnis nannte er später die Jugendweltmeisterschaften 2008 in Ruhpolding, bei denen er – nach mehreren Top-30-Resultaten in den Einzelwettkämpfen – als Schlussläufer der Staffel gemeinsam mit Pietro Dutto und Lukas Hofer die Bronzemedaille gewann. Dieser Erfolg habe zur Aufnahme in die Nationalmannschaft sowie in die Heeresgruppe geführt und ihm somit das Verfolgen einer Profikarriere ermöglicht. In den folgenden Jahren lief Windisch auch in der nächsthöheren Altersklasse der Junioren mehrmals unter die ersten Zehn bei Weltmeisterschaften. Ab 2010 startete er im IBU-Cup, der zweithöchsten Wettkampfserie im Erwachsenenbereich, in der er regelmäßig Plätze unter den vorderen 20 Athleten erreichte. Sein bestes Ergebnis war dabei ein fünfter Rang im Sprint auf der Pokljuka im März 2010. Bei den Weltmeisterschaften 2011 erhielt Windisch einen Einsatz im 20-Kilometer-Einzelrennen, das er als 56. beendete; kurz danach fand er Berücksichtigung in der italienischen Weltcupmannschaft für das Saisonfinale am Holmenkollen in Oslo, wo er 63. des Sprints wurde.

### Aufstieg in die erweiterte internationale Spitze (2011 bis 2016)

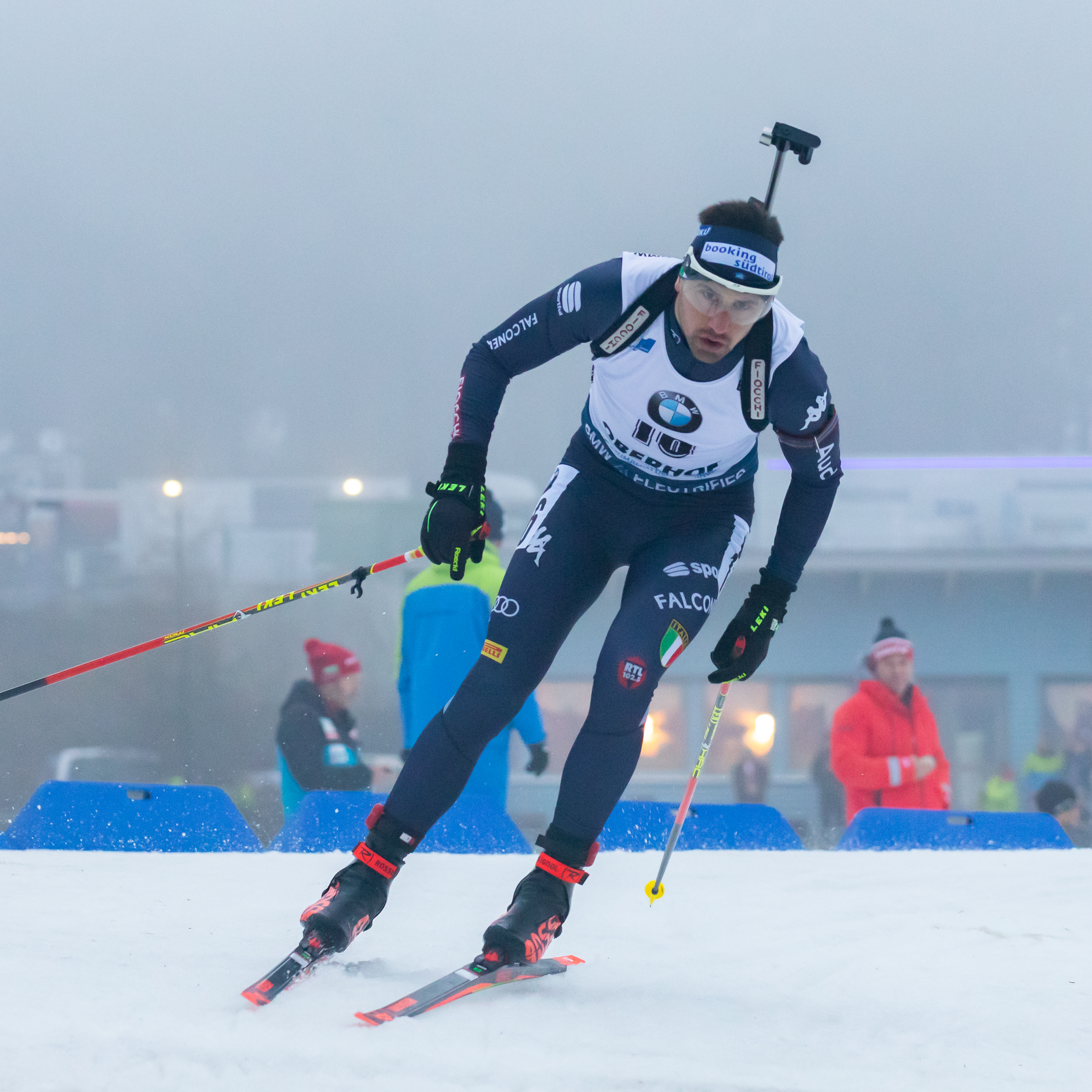
Windisch im Januar 2020 in Oberhof

Ab dem Winter 2011/12 zählte der zu diesem Zeitpunkt 22-jährige Windisch zur A-Mannschaft der italienischen Biathleten. Gemeinsam mit dem etwa gleichaltrigen Lukas Hofer, der sich bereits in den zwei vorherigen Saisons im Weltcupkader etabliert hatte, war Windisch dabei anfangs der jüngste Athlet im fünfköpfigen Männerteam. Im Jänner 2012 nahmen Windisch und Hofer  – hinter Christian De Lorenzi und Markus Windisch – die beiden Schlusspositionen der italienischen Staffel ein, die als erste seit 1994 wieder ein Weltcup-Staffelrennen gewann. Dominik Windisch hatte die Staffel auf Rang drei liegend von seinem Bruder übernommen und als Zweiter an Hofer übergeben. In gleicher Konstellation belegte die Mannschaft bei den Weltmeisterschaften 2012 in Ruhpolding Rang vier. Auch in den folgenden Jahren lief Windisch mit den Staffeln mehrmals unter die besten Zehn. Bei den Olympischen Winterspielen 2014 in Sotschi startete er an der Seite von Hofer, Dorothea Wierer und Karin Oberhofer in der Mixed-Staffel und gewann die Bronzemedaille.
In den Einzelrennen des Weltcups verbesserte Windisch seine Ergebnisse kontinuierlich. Seine erste Saison im A-Kader beendete er als 78. des Gesamtweltcups, wobei sein bestes Ergebnis der 23. Rang im Sprint von Östersund im Dezember 2011 war, mit dem er seine ersten Weltcuppunkte gewonnen hatte. Die besten Zehn in einem Rennen der höchsten Wettkampfserie erreichte Windisch erstmals als Fünfter des Sprints von Sotschi im März 2013: Sein Rückstand auf den drittplatzierten Norweger Henrik L’Abée-Lund betrug 8,9 Sekunden, nachdem er zum ersten Mal in einem Weltcupwettbewerb ohne Fehlschuss geblieben war. In der Gesamtwertung des Weltcups 2012/13 reihte er sich auf dem 39. Platz ein und bestätigte dieses Resultat in den folgenden beiden Wintern (2013/14: 45., 2014/15: 39.) jeweils als zweitbester Italiener des Klassements hinter Lukas Hofer.
Im Februar 2016 entschied Windisch mit dem Massenstart im kanadischen Canmore sein erstes Weltcup-Einzelrennen für sich. Nach insgesamt vier von ihm gelaufenen Strafrunden im Wettbewerb ging er als Dritter auf die Schlussrunde, überholte dort Andrejs Rastorgujevs sowie Quentin Fillon Maillet und überquerte die Ziellinie mit 4,1 Sekunden Vorsprung auf Benedikt Doll. Über die gesamte Saison 2015/16 platzierte sich Windisch in sechs Einzelrennen unter den Top Ten und belegte in der Weltcup-Gesamtwertung den 22. Rang. Bei den Weltmeisterschaften 2016 am Holmenkollen erreichte er als beste Ergebnisse einen fünften Platz im Sprint sowie einen vierten Platz im Massenstart.

### Olympische Medaillen und Weltmeistertitel (2016 bis Karriereende)
Windisch etablierte sich in der internationalen Spitze und belegte von 2016 bis 2020 jeweils einen der vorderen 25 Ränge in der Gesamtwertung des Biathlon-Weltcups. Im Jänner 2017 nahm er bei den Wettkämpfen von Oberhof sowohl im Sprint als auch in der Verfolgung den dritten Platz ein. Am Ende der Saison 2016/17 stand er auf dem 14. Rang des Gesamtweltcups und war damit der bestplatzierte Italiener. Bei den Olympischen Winterspielen 2018 in Pyeongchang wurde Windisch im Sprint mit einem Schießfehler ebenfalls Dritter, wobei er 7,7 Sekunden Rückstand auf den fehlerfrei gebliebenen Olympiasieger Arnd Peiffer aus Deutschland hatte und 0,7 Sekunden Vorsprung auf den viertplatzierten Julian Eberhard. Mit der italienischen Mixed-Staffel um Lisa Vittozzi, Dorothea Wierer und Lukas Hofer gewann Windisch eine weitere Bronzemedaille. Als Schlussläufer setzte er sich dabei im finalen Spurt gegen Peiffer durch. Während dieses Zielsprints wechselte Windisch – bereits vor Peiffer in Führung liegend – seine Spur, was die deutsche Mannschaft als Behinderung ansah. Der entsprechende Protest wurde von der Jury abgelehnt. Die italienische Mixed-Staffel gewann in der gleichen Konstellation wie bei Olympia zudem zwei Weltcuprennen (in Kontiolahti im März 2018 und in Östersund im November 2019) sowie eine Bronze- beziehungsweise eine Silbermedaille bei den Weltmeisterschaften 2019 und 2020.
Bei den Weltmeisterschaften 2019 in Östersund gewann Windisch neben der Bronzemedaille mit der Mixed-Staffel auch die Goldmedaille im Massenstart. Nach jeweils einem Schießfehler bei den ersten drei Einlagen kam er als Elfter zum abschließenden vierten Schießen. Während sämtliche vor ihm liegenden Athleten bei dichtem Schneefall mindestens einmal das Ziel verfehlten, traf Windisch mit allen fünf Schüssen und übernahm die Führung mit deutlichem Vorsprung. Im Ziel lag er 22,8 Sekunden vor Antonin Guigonnat. Im Februar 2022 nahm er zum dritten Mal an Olympischen Spielen teil und erreichte als Bestergebnis einen fünften Platz im Massenstart. Sein letztes Weltcuprennen bestritt der Italiener beim Weltcupfinale der Saison 2021/22 am Holmenkollen in Oslo,
infolge der italienischen Meisterschaften beendete er in der Woche darauf nach fast 300 Weltcupstarts und 17 Podestplätzen seine Karriere als Leistungssportler.

## Trainerlaufbahn
Nach seinem Karriereende schlug Dominik Windisch eine Laufbahn als Trainer ein. Seit 2024 ist er gemeinsam mit Luca Ghiglione für die italienische Frauen-Juniorenmannschaft zuständig.

## Statistiken

### Weltcupsiege
| Nr. | Datum         | Ort            | Disziplin   |
| --- | ------------- | -------------- | ----------- |
| 1.  | 6. Feb. 2016  | Canmore        | Massenstart |
| 2.  | 17. März 2019 | Östersund (WM) | Massenstart |

| Nr. | Datum         | Ort         | Disziplin       |
| --- | ------------- | ----------- | --------------- |
| 1.  | 5. Jan. 2012  | Oberhof     | Staffel 1       |
| 2.  | 10. März 2018 | Kontiolahti | Mixed-Staffel 2 |
| 3.  | 30. Nov. 2019 | Östersund   | Mixed-Staffel 2 |

### Weltcupplatzierungen
Die Tabelle zeigt alle Platzierungen (je nach Austragungsjahr einschließlich Olympische Spiele und Weltmeisterschaften).
- 1.–3. Platz: Anzahl der Podiumsplatzierungen
- Top 10: Anzahl der Platzierungen unter den ersten zehn (einschließlich Podium)
- Punkteränge: Anzahl der Platzierungen innerhalb der Punkteränge (einschließlich Podium und Top 10)
- Starts: Anzahl gelaufener Rennen in der jeweiligen Disziplin
- Staffel: inklusive Mixed- und Single-Mixed-Staffeln

| Platzierung         | Einzel | Sprint | Verfolgung | Massenstart | Staffel | Gesamt |
| ------------------- | ------ | ------ | ---------- | ----------- | ------- | ------ |
| 1. Platz            |        |        |            | 2           | 3       | 5      |
| 2. Platz            |        |        |            |             | 5       | 5      |
| 3. Platz            |        | 1      | 1          |             | 5       | 7      |
| Top 10              | 1      | 12     | 1          | 8           | 59      | 81     |
| Punkteränge         | 12     | 57     | 46         | 23          | 76      | 214    |
| Starts              | 29     | 95     | 65         | 23          | 76      | 288    |
| Stand: Karriereende |        |        |            |             |         |        |

### Weltcupwertungen
Ergebnisse bei Biathlon-Weltcups (Disziplinen- und Gesamtweltcup) gemäß Punktesystem:
| Saison  | Einzel | Einzel | Sprint | Sprint | Verfolgung | Verfolgung | Massenstart | Massenstart | Gesamt | Gesamt |
| Saison  | Platz  | Punkte | Platz  | Punkte | Platz      | Punkte     | Platz       | Punkte      | Platz  | Punkte |
| ------- | ------ | ------ | ------ | ------ | ---------- | ---------- | ----------- | ----------- | ------ | ------ |
| 2011/12 | –      | –      | 67.    | 28     | 87.        | 5          | –           | –           | 76.    | 33     |
| 2012/13 | 14.    | 53     | 29.    | 122    | 50.        | 36         | –           | –           | 38.    | 211    |
| 2013/14 | –      | –      | 39.    | 79     | 43.        | 61         | –           | –           | 44.    | 140    |
| 2014/15 | 30.    | 33     | 45.    | 65     | 46.        | 34         | 41.         | 22          | 39.    | 154    |
| 2015/16 | 50.    | 17     | 20.    | 159    | 37.        | 75         | 9.          | 135         | 22.    | 386    |
| 2016/17 | 29.    | 37     | 13.    | 192    | 9.         | 200        | 18.         | 96          | 14.    | 525    |
| 2017/18 | 46.    | 13     | 19.    | 137    | 26.        | 92         | 12.         | 131         | 21.    | 373    |
| 2018/19 | 19.    | 52     | 23.    | 138    | 21.        | 129        | 16.         | 113         | 17.    | 432    |
| 2019/20 | –      | –      | 28.    | 89     | 23.        | 71         | 16.         | 107         | 25.    | 267    |
| 2020/21 | –      | –      | 38.    | 66     | 31.        | 64         | 34.         | 22          | 37.    | 152    |
| 2021/22 | –      | –      | 39.    | 62     | 59.        | 19         | –           | –           | 56.    | 81     |

### Olympische Winterspiele
Ergebnisse bei Olympischen Winterspielen:
| Olympische Winterspiele | Olympische Winterspiele | Einzel | Sprint | Verfolgung | Massenstart | Staffel | Mixedstaffel |
| Jahr                    | Ort                     | Einzel | Sprint | Verfolgung | Massenstart | Staffel | Mixedstaffel |
| ----------------------- | ----------------------- | ------ | ------ | ---------- | ----------- | ------- | ------------ |
| 2014                    | Sotschi                 | 64.    | 11.    | 25.        | 25.         | 5.      | 3.           |
| 2018                    | Pyeongchang             | 50.    | 3.     | 16.        | 17.         | 12.     | 3.           |
| 2022                    | Peking                  | 14.    | 30.    | 26.        | 5.          | 7.      | –            |

### Weltmeisterschaften
Ergebnisse bei Weltmeisterschaften:
| Weltmeisterschaften | Weltmeisterschaften | Einzel | Sprint | Verfolgung | Massenstart | Staffel | Mixedstaffel | Single-Mixedstaffel |
| Jahr                | Ort                 | Einzel | Sprint | Verfolgung | Massenstart | Staffel | Mixedstaffel | Single-Mixedstaffel |
| ------------------- | ------------------- | ------ | ------ | ---------- | ----------- | ------- | ------------ | ------------------- |
| 2011                | Chanty-Mansijsk     | 56.    | –      | –          | –           | –       | –            | nicht ausgetragen   |
| 2012                | Ruhpolding          | –      | 68.    | –          | –           | 4.      | –            | nicht ausgetragen   |
| 2013                | Nové Město          | 18.    | 57.    | 33.        | –           | 7.      | 4.           | nicht ausgetragen   |
| 2015                | Kontiolahti         | 91.    | 23.    | 35.        | –           | 12.     | 7.           | nicht ausgetragen   |
| 2016                | Oslo                | 60.    | 5.     | 28.        | 4.          | 11.     | 8.           | nicht ausgetragen   |
| 2017                | Hochfilzen          | 21.    | 18.    | 25.        | 24.         | 5.      | 4.           | nicht ausgetragen   |
| 2019                | Östersund           | 29.    | 27.    | 17.        | 1.          | 15.     | 3.           | –                   |
| 2020                | Antholz             | 75.    | 48.    | 51.        | 14.         | 7.      | 2.           | –                   |
| 2021                | Pokljuka            | 45.    | 34.    | 36.        | –           | 6.      | –            | –                   |

### Jugend-/Juniorenweltmeisterschaften
Windisch nahm 2008 an den Jugend- und ab 2009 an den Juniorenwettkämpfen teil.
| Weltmeisterschaften | Weltmeisterschaften | Einzel | Sprint | Verfolgung | Staffel |
| Jahr                | Ort                 | Einzel | Sprint | Verfolgung | Staffel |
| ------------------- | ------------------- | ------ | ------ | ---------- | ------- |
| 2008                | Ruhpolding          | 16.    | 26.    | 28.        | 3.      |
| 2009                | Canmore             | –      | 16.    | 31.        | 7.      |
| 2010                | Torsby              | 6.     | 23.    | 8.         | 10.     |